# Steve Lomas
Stephen Martin "Steve" Lomas (Hannover, 18 de janeiro de 1974) é um ex-futebolista e treinador de futebol da Irlanda do Norte. que atuava como volante.
Nascido na então Alemanha Ocidental, Lomas é filho de um soldado norte-irlandês e chegou a morar em Hong Kong, mudando-se para Coleraine, na mesma Irlanda do Norte, aos 2 anos de idade.

## Carreira
Jogou anteriormente por Manchester City (onde iniciou a carreira em 1991 e permaneceu durante 6 temporadas), West Ham United, Queens Park Rangers e Gillingham.. Dispensado deste último em janeiro de 2008, ficou afastado dos gramados por mais de um ano, fazendo estágios de treinador no Norwich City.
Seu último clube na carreira foi o St Neots Town, time semi-profissional inglês, onde foi jogador e técnico. Pendurou as chuteiras em definitivo em 2010 e voltou ao West Ham em fevereiro do ano seguinte, como treinador da equipe reserva dos Hammers.
Treinou ainda o St. Johnstone durante um ano e o Millwall durante o segundo semestre de 2013.

## Seleção Norte-Irlandesa
Pela Seleção Norte-Irlandesa, foram 45 jogos e 3 gols marcados entre 1991 e 2003.

## Vida pessoal
Lomas é sobrinho de Harry Gregg, ex-goleiro do Manchester United e da Seleção Norte-Irlandesa na Copa de 1958 (foi um dos sobreviventes do Desastre aéreo de Munique, em fevereiro do mesmo ano).